# Białystok
Białystok là một thành phố của Ba Lan. Đây là thành phố lớn nhất đông bắc Ba Lan, là thành phố có mật độ dân số thứ nhì quốc gia này. Thành phố nằm ở biên giới với Belarus. Thành phố thuộc tỉnh Podlaskie. Thành phố có diện tích km2, dân số là 294.399 người (2009).

## Khí hậu
| Dữ liệu khí hậu của Białystok (1952–2011) | Dữ liệu khí hậu của Białystok (1952–2011) | Dữ liệu khí hậu của Białystok (1952–2011) | Dữ liệu khí hậu của Białystok (1952–2011) | Dữ liệu khí hậu của Białystok (1952–2011) | Dữ liệu khí hậu của Białystok (1952–2011) | Dữ liệu khí hậu của Białystok (1952–2011) | Dữ liệu khí hậu của Białystok (1952–2011) | Dữ liệu khí hậu của Białystok (1952–2011) | Dữ liệu khí hậu của Białystok (1952–2011) | Dữ liệu khí hậu của Białystok (1952–2011) | Dữ liệu khí hậu của Białystok (1952–2011) | Dữ liệu khí hậu của Białystok (1952–2011) | Dữ liệu khí hậu của Białystok (1952–2011) |
| Tháng                                     | 1                                         | 2                                         | 3                                         | 4                                         | 5                                         | 6                                         | 7                                         | 8                                         | 9                                         | 10                                        | 11                                        | 12                                        | Năm                                       |
| ----------------------------------------- | ----------------------------------------- | ----------------------------------------- | ----------------------------------------- | ----------------------------------------- | ----------------------------------------- | ----------------------------------------- | ----------------------------------------- | ----------------------------------------- | ----------------------------------------- | ----------------------------------------- | ----------------------------------------- | ----------------------------------------- | ----------------------------------------- |
| Cao kỉ lục °C (°F)                        | 12.0 (53.6)                               | 16.4 (61.5)                               | 20.0 (68.0)                               | 27.8 (82.0)                               | 31.1 (88.0)                               | 32.6 (90.7)                               | 36.1 (97.0)                               | 35.2 (95.4)                               | 31.1 (88.0)                               | 23.9 (75.0)                               | 17.2 (63.0)                               | 13.9 (57.0)                               | 36.1 (97.0)                               |
| Trung bình ngày tối đa °C (°F)            | −1.1 (30.0)                               | −0.2 (31.6)                               | 5.0 (41.0)                                | 12.4 (54.3)                               | 18.4 (65.1)                               | 21.4 (70.5)                               | 23.2 (73.8)                               | 22.6 (72.7)                               | 17.4 (63.3)                               | 11.5 (52.7)                               | 4.6 (40.3)                                | 0.3 (32.5)                                | 11.4 (52.5)                               |
| Trung bình ngày °C (°F)                   | −3.5 (25.7)                               | −3.2 (26.2)                               | 0.7 (33.3)                                | 7.1 (44.8)                                | 12.7 (54.9)                               | 16.0 (60.8)                               | 17.7 (63.9)                               | 16.8 (62.2)                               | 12.2 (54.0)                               | 7.3 (45.1)                                | 2.1 (35.8)                                | −1.9 (28.6)                               | 7.1 (44.8)                                |
| Tối thiểu trung bình ngày °C (°F)         | −6.4 (20.5)                               | −6.6 (20.1)                               | −3.5 (25.7)                               | 1.6 (34.9)                                | 6.4 (43.5)                                | 9.9 (49.8)                                | 11.9 (53.4)                               | 11.1 (52.0)                               | 7.1 (44.8)                                | 3.3 (37.9)                                | −0.5 (31.1)                               | −4.6 (23.7)                               | 2.6 (36.7)                                |
| Thấp kỉ lục °C (°F)                       | −34.6 (−30.3)                             | −34.1 (−29.4)                             | −23.6 (−10.5)                             | −8.0 (17.6)                               | −5.0 (23.0)                               | −0.2 (31.6)                               | −1.1 (30.0)                               | 0.1 (32.2)                                | −5.1 (22.8)                               | −11.1 (12.0)                              | −19.3 (−2.7)                              | −29.0 (−20.2)                             | −34.6 (−30.3)                             |
| Lượng Giáng thủy trung bình mm (inches)   | 21.9 (0.86)                               | 26.9 (1.06)                               | 29.7 (1.17)                               | 36.8 (1.45)                               | 60.2 (2.37)                               | 67.8 (2.67)                               | 80.2 (3.16)                               | 54.4 (2.14)                               | 59.0 (2.32)                               | 51.1 (2.01)                               | 44.0 (1.73)                               | 34.2 (1.35)                               | 566.2 (22.29)                             |
| Số ngày giáng thủy trung bình             | 23.2                                      | 19.6                                      | 18.3                                      | 10.8                                      | 13.3                                      | 12.5                                      | 11.7                                      | 10.7                                      | 11.4                                      | 13.1                                      | 18.8                                      | 21.8                                      | 185.2                                     |
| Độ ẩm tương đối trung bình (%)            | 89.2                                      | 85.5                                      | 78.7                                      | 67.7                                      | 70.5                                      | 72.0                                      | 75.2                                      | 76.8                                      | 82.0                                      | 85.1                                      | 90.3                                      | 91.0                                      | 80.3                                      |
| Nguồn: Climatebase.ru                     |                                           |                                           |                                           |                                           |                                           |                                           |                                           |                                           |                                           |                                           |                                           |                                           |                                           |

## Phân chia hành chính

Các phường của Białystok

Thành phố Białystok được chia thành 28 đơn vị hành chính osiedla:

1. Centrum 2. Białostoczek 3. Sienkiewicza 4. Bojary 5. Piaski 6. Przydworcowe 7. Młodych 8. Antoniuk 9. Jaroszówka 10. Wygoda 11. Piasta I 12. Piasta II 13. Skorupy 14. Mickiewicza 15. Dojlidy 16. Bema 17. Kawaleryjskie 18. Nowe Miasto 19. Zielone Wzgórza 20. Starosielce 21. Słoneczny Stok 22. Leśna Dolina 23. Wysoki Stoczek 24. Dziesięciny I 25. Dziesięciny II 26. Bacieczki 27. Zawady 28. Dojlidy Górne